# ネパールの副大統領
ネパールの副大統領 (ネパールのふくだいとうりょう、ネパール語: नेपालका उपराष्ट्रपतिहरू, Nēpālakā uparāṣṭrapatiharū)は、ネパールにおいて、大統領、首相、最高裁長官、制憲議会議長に次ぐ第5位の役職。
2008年5月にネパール王政が廃止された際に創設された。現在の副大統領はラム・サハヤ・ヤーダブ。正式な敬称は「閣下」

## 歴史
2007年1月に採択された暫定憲法では、統治権のすべての権限がネパール国王から剥奪された。2008年のネパール制憲議会選挙で選出された制憲議会は、初会合で王政を継続するか共和制を宣言するかを決定することになっていた。 2008年5月28日、同議会は王政を廃止することを投票で決定した。
暫定憲法第5条は、大統領、副大統領、首相、国会議長、副議長を「政治的合意」に基づいて選出することを定めた。しかし、いずれかの政治的理解が得られない場合は、単純多数決で選出することができた。
2008年、ネパール初の大統領選挙が開催された。各党が大統領や副大統領の候補者について合意できなかったため、選挙が行われた。ネパール会議派(NC)とネパール共産党統一マルクス・レーニン主義派(UML)の支援を得て、マデシ人権フォーラムのパラマーナンダ・ジャーが当選した。

## 副大統領の一覧
| 代 | 副大統領                 | 副大統領 | 所属政党                     | 期 | 在任期間                       | 在任期間    | 大統領                     | 備考 |
| -- | ------------------------ | -------- | ---------------------------- | -- | ------------------------------ | ----------- | -------------------------- | ---- |
| 01 | パラマーナンダ・ジャー   |          | マデシ人権フォーラム         | 1  | 2008年7月23日 - 2015年10月31日 | 7年 + 100日 | ラーム・バラン・ヤーダブ   |      |
| 02 | ナンダ・キショール・プン |          | ネパール統一共産党 (CPN–UML) | 2  | 2015年10月31日 - 2023年3月20日 | 7年 + 140日 | ビドヤ・デビ・バンダリ     |      |
| 02 | ナンダ・キショール・プン | 3        | ネパール統一共産党 (CPN–UML) |    | 2015年10月31日 - 2023年3月20日 | 7年 + 140日 | ビドヤ・デビ・バンダリ     |      |
| 03 | ラム・サハヤ・ヤーダブ   |          | 人民社会党                   | 4  | 2023年3月20日 - （現職）       | 2年 + 78日  | ラム・チャンドラ・パウデル |      |